# Liste der Bodendenkmale in Osnabrück
In der Liste der Bodendenkmale in Osnabrück sind die Bodendenkmale der niedersächsischen kreisfreien Stadt Osnabrück aufgeführt. Die Quelle ist der Denkmalatlas Niedersachsen.
- Bitte beachten Sie, dass diese Liste keinen Anspruch auf Vollständigkeit erhebt.
- Die Angaben ersetzen nicht die rechtsverbindliche Auskunft der zuständigen Denkmalschutzbehörde.
- Es sind nur Daten aus dem Denkmalatlas verarbeitet.
- Der Stand der Liste ist der 21. April 2025.

Osnabrück

## Allgemein
In den Spalten finden sich folgende Informationen des Bodendenkmales:
| Lage         | geographische Koordinaten                                                           |
| Bezeichnung  | Bezeichnung lt. Denkmalatlas                                                        |
| Beschreibung | Beschreibung lt. Denkmalatlas                                                       |
| ID           | Objekt-ID                                                                           |
| Bild         | Bild, ggf. zusätzlich mit Link zu weiteren Fotos im Medienarchiv Wikimedia Commons. |

## Atter
| Lage                        | Bezeichnung         | Beschreibung | ID       | Bild           |
| --------------------------- | ------------------- | --- | -------- | -------------- |
| 52° 16′ 40″ N, 7° 57′ 15″ O | Atter 11, Grabhügel | Durchmesser ca. 11 m und Höhe ca. 0,5 m, rund. Rand allmählich auslaufend. | 32199544 | BW             |
| 52° 16′ 40″ N, 7° 57′ 17″ O | Atter 12, Grabhügel | Durchmesser ca. 11 m und Höhe ca. 0,5 m, fast rund. Rand allmählich auslaufend. Tierbau. | 32200796 | BW             |
| 52° 17′ 44″ N, 7° 57′ 50″ O | Atter 18, Gut Leye  | Gutshof mit Graftanlage auf einer Fläche von max. 120 (NW-SO) × 110 m. Br. der einfachen Graft ehemals bis 25 m. Die Graft ist weitgehend verfüllt, nur noch an der südl. Stirnseite beiderseits des Zufahrtsweges erhalten und wasserführend. Das Gutsgelände ist heute von einer Bruchsteinmauer eingefasst. Der heutige Gebäudebestand umfasst das Herrenhaus von 1703, die zeitgleichen freistehenden Flügelbauten, die steinerne Schlossbrücke mit flankierenden Torbauten von 1737, die Schlosskapelle von 1906 sowie eine moderne Garagenanlage. Das Gut Leye ist im 15. Jh. entstanden und seit 1680 im Besitz der Familie Ostman von der Leye. Archäologische Untersuchungen haben bisher nicht stattgefunden. | 32200323 | Weitere Bilder |

## Gretesch
| Lage                       | Bezeichnung                  | Beschreibung | ID       | Bild           |
| -------------------------- | ---------------------------- | --- | -------- | -------------- |
| 52° 16′ 59″ N, 8° 7′ 45″ O | Gretesch 1, Großsteingrab    | Sundermannsteine - 1927: „Lange, unvollständig erhaltene Steinkammer in Richtung Nordost-Südwest. Die nordwestliche Langseite besitzt noch zehn Tragsteine, die bis auf den vierten von Westen her in situ stehen. Die gegenüberliegende Langseite besitzt sieben Tragsteine, davon sechs in situ, der äußerste nordöstliche ist nach innen geneigt. Der Träger der nordöstlichen Schmalseite ist in alter Stellung erhalten. Auf diesem Abschlußende liegt ein Deckstein. Als Ausgleich zwischen Deckstein und dem einwärts geneigten nordöstlichen Träger der südöstlichen Langseite ist ein kugeliger Feldstein zwischengefügt, angeblich erst um 1900. Zwei weitere Decksteine liegen in Abständen in alter Lage auf, das Bruchstück eines vierten liegt in der Kammer. Die lichte Breite der Kammer beträgt am Nordostende 2 m und erweitert sich zur Mitte auf 2,6 m. Nimmt man den Eingang zwischen viertem und fünftem Träger der südöstlichen Langseite an und sieht in dem dort aufliegenden mächtigen Deckstein einen Tordeckstein, so mag die Kammer im Lichten 23 m lang gewesen sein, eine Vermutung, gegen die der Befund im Gelände nicht spricht.“ - 1995: Zustand unverändert, allerdings ist vor dem dritten Deckstein von O ein südl. Trägerstein erkennbar, der in der Aufnahme von Sprockhoff nicht verzeichnet ist. Die heutige L. der Kammer beträgt 18,6 m. Neolithisch und wurde von Trägern der sog. Trichterbecherkultur errichtet. (Sprockhoff Nr. 921) | 32200669 | Weitere Bilder |
| 52° 17′ 5″ N, 8° 7′ 39″ O  | Gretesch 3, Urnengräberfeld  | Urnenfriedhof der jüngeren Bronze- bis frühen Eisenzeit. Hinweise auf ehemals vorhandene Grabhügel liegen vor. Möglicherweise existieren auch ältere Bestattungen (endneolithisch/frühbronzezeitlich: 2 „bestattungslose“ kleine Kreisgräben im Bereich der Urnenbestattungen und Flintdolch). 1993 konnten im NO des Gräberfeldes Reste einer (Siedlungs-?) Grube der Trichterbecherkultur ergraben werden. | 32200862 | BW             |
| 52° 16′ 51″ N, 8° 7′ 3″ O  | Gretesch 6, Grabhügel        | Durchmesser ca. 14 m und Höhe ca. 0,8 m, rund. Kuppe abgeflacht. Rand nach W abgesetzt, sonst allmählich auslaufend. Im N-Bereich Einkuhlung. | 32199838 | BW             |
| 52° 16′ 14″ N, 8° 7′ 5″ O  | Gretesch 11, Großsteingrab   | 1927: „Mächtige Steinkammer in Richtung Nordost-Südwest. Auf der nordwestlichen Langseite stehen drei große Träger und ein schmächtiger in situ, am Ende ist ein Träger nach außen gefallen. Auf der südöstlichen Langseite stehen vier große und ein fünfter kleinerer Träger in situ, am Ende ist einer nach außen gefallen. Vor einer Trägerlücke der Südostseite stehen zwei Gangträger in situ. Der Abschlußstein der nordöstlichen Schmalseite ist den Steilhang zum Bach hinuntergefallen. Es sind fünf Decksteine vorhanden, lediglich der östliche liegt in situ, die anderen sind abgesunken.“ Zustand unverändert. L. ca. 11 m; Br. 6 m. Mit Ausnahme des nordöstl. abgerutschten Abschlusssteins hervorragend erhalten. Die Gretescher Steine sind altbekannt und in der Literatur seit dem frühen 18. Jh. immer wieder behandelt worden (Auswahl s. Lit.). Neolithisch und den Trägern der sog. Trichterbecherkultur zuzuweisen. (Sprockhoff Nr. 920) | 32200769 | Weitere Bilder |
| 52° 16′ 12″ N, 8° 7′ 11″ O | Gretesch 12, Gretescher Turm | Lt. Eindruck in Mtbl. Nr. 2011 (Ausgabe 1897) Wallanlage mit ehemals ovaler Grundfläche von ca. 125 (N-S) × 85 m, die nach N in die Niederung des Belmer Baches hineinragt. Erhalten ist heute der nördl. Wallbereich mit einer Sohl-Br. von ca. 10 m bei einer H. von max. 2 m. Der überwiegende Teil der Wallinnenfläche ist modern aufgefüllt. Der S-Bereich ist mit Wohnhäusern bebaut, nördl. davon überquert die Mindener Straße in O-W-Richtung die Wallanlage. Die nördl. der Straße gelegene Fläche ist weitgehend bis in die Höhe der Wallkrone mit Bodenmaterial aufgefüllt und wird als Bolzplatz genutzt. Die bei der Arch. LA im Jahre 1971 von H.-J. Killmann beobachteten Reste eines Turmhügels sind heute nicht mehr sichtbar. Die Anlage am Gretescher Turm steht im Zusammenhang mit dem ca. 90 m östl. angelegten Gretescher Landwehrabschnitt. Vermutlich war die auf einem Hügel errichtete Warte von einer Wallanlage zusätzlich geschützt. | 32200540 | BW             |
| 52° 17′ 41″ N, 8° 8′ 8″ O  | Gretesch 30, Grabhügel       | Durchmesser ca. 9 m und Höhe ca. 0,4 m, rund. Rand abgesetzt. Mehrere Steine sichtbar. Ausgeprägte Kuppenmulde. | 32200085 | BW             |
| 52° 16′ 31″ N, 8° 7′ 19″ O | Gretesch 87, Burg            | Auf einer kleinen rundovalen Burginsel von ca. 20 – 25 m Dm. sind Mauerreste einer Burgruine erhalten. Der umgebende Teich hat eine Fläche von max. 130 (O-W) × 80 m. Nachfolgeanlage der ca. 100 m nordöstl. gelegenen mittelalterlichen Burg Gretesch. Detaillierte Angaben zur Erbauungs- und Nutzungszeit dieser Burg sind nicht bekannt. Da die Vorgängerburg um ca. 1500 aufgelassen wurde, ist für die jüngere Burg ein terminus postquem gegeben. In einer historischen Ansicht von 1763 ist hier bereits eine Ruine dargestellt. | 32200641 | BW             |

## Haste
| Lage                       | Bezeichnung                | Beschreibung | ID       | Bild           |
| -------------------------- | -------------------------- | --- | -------- | -------------- |
| 52° 19′ 2″ N, 8° 4′ 42″ O  | Haste 2, Grabhügel         | Durchmesser ca. 10 m und Höhe ca. 0,7 m. Steinhügel. Rand abgesetzt. Im angeschnittenen Profil und an der Oberfläche mehrere Steine sichtbar. Kuppelmulde. NW-Bereich bei Anlage eines Fußweges zerstört. | 32200315 | BW             |
| 52° 18′ 37″ N, 8° 4′ 49″ O | Haste 5, Grabhügel         | Durchmesser ca. 10 m und Höhe ca. 0,3 m, fast rund. Rand schwach abgesetzt. In der Mitte alte Einsenkung. Am N-Rand zwei Granitfindlinge von ca. 0,5 m Dm. im Boden sowie zahlreiche kleine Steine dicht unter der Oberfläche. | 32199229 | BW             |
| 52° 18′ 54″ N, 8° 4′ 46″ O | Haste 6, Oestringer Steine | Östringer Steine III - 1928: „Stark verstürztes Ganggrab in Richtung Nordwest-Südost. Die süd-östliche Hälfte einschließlich des Ganges ist verhältnismäßig gut erhalten. Hier stehen der Abschlußstein und je drei Träger der Langseiten in situ, ebenfalls zwei Träger des Einganges. Zwei große Decksteine liegen in der Kammer. In der nordwestlichen Hälfte liegen Steine bunt durcheinander, lediglich zwei Tragsteine der süd-westlichen Langseite befinden sich in situ. Die Rekonstruktion einer sechsjochigen Steinkammer von etwa 9,6 m × 2,3 m lichter Weite dürfte gerechtfertigt sein“. - 1976: Das Grab ist umgeben von einem lückenhaften, ovalen Steinkranz (11 × 13 m). - Lt. Bericht von F. Tewes vom 27.12.1887 (s. OA) wurde das Grab beim Planieren eines Hügels um ca. 1860 entdeckt und zerstört. Dabei sollen zwei kleine Gefäße gefunden worden sein, die zerbrochen wurden. Neolithische Zeitstellung und den Trägern der sog. Trichterbecherkultur zuzuweisen. (Sprockhoff Nr. 911) | 32200439 | Weitere Bilder |
| 52° 18′ 53″ N, 8° 4′ 52″ O | Haste 7, Oestringer Steine | Östringer Steine II - 1928: „Lange Steinkammer in ovaler Einfassung, tief in der Erde steckend, in Richtung Nordost-Südwest. Es sind sicherlich mehr Steine vorhanden, als wegen des starken Bewuchses festgestellt und vermessen werden konnten. Es wurden daher lediglich die erreichbaren Steine vermessen und der Eingang in der Mitte (?) der südöstlichen Langseite festgestellt.“ - 1976: L. ca. 20 × 2 m. Acht Decksteine, fünf Trägersteine der nordwestl. Längsseite und drei Träger der südöstl. Längsseite sind erhalten. Von dem kurzen Gang an der südöstl. Längsseite ist noch ein Träger vorhanden. Das Grab ist von einem lückenhaften, ovalen Steinkranz eingefasst. - 1995: Der von Sprockhoff/Schwieger 04/1928 vermessene Steinplan der Steinkammer stimmt im Wesentlichen mit dem heutigen Erhaltungszustand überein, an der nordwestl. Langseite ragen aber drei weitere Steine (Träger ?) aus dem Erdboden heraus. Sämtliche Findlinge im nordöstl. Grabbereich sind nicht mehr vorhanden. Im südwestl. Bereich des ovalen Steinkranzes ist eine Gruppe von drei Findlingen in der Lage verändert und im Mittelabschnitt des nördl. Steinkranzes ragt ein weiterer Findling aus dem Erdboden heraus. - Lt. Bericht von F. Tewes vom 27.12.1887 (s. OA) war das Grab bereits damals im oben beschriebenen Zustand, wobei er sich nicht sicher war, ob es sich bei den benachbarten Großsteingräbern um ein oder zwei Gräber handelt. (Sprockhoff Nr. 912) | 32200686 | Weitere Bilder |
| 52° 18′ 54″ N, 8° 4′ 53″ O | Haste 8, Oestringer Steine | Östringer Steine I - 1928: „Lange, teilweise zerstörte Steinkammer in ungefährer Ost-West-Richtung. Auch dieses Grab ist so stark im Dorngebüsch verborgen, daß die Darstellung und Rekonstruktion nur mit Vorbehalt erfolgen kann. Unklar bleibt vor allem die Frage nach der Art der Einfassung, die man trotz des Anscheines bei der Länge der Kammer kaum als rechteckig annehmen möchte. Die Decksteine, neun an der Zahl, liegen, teilweise zerbrochen, noch in der Erde. Da von einem Hügel keine Spur zu sehen ist, wird es sich um eine rund 15 m lange, in den Boden eingetiefte Kammer handeln. Die wenigen sichtbaren Träger scheinen in situ zu stehen.“ - 1976: L. ca. 16 × 2 m. Acht Decksteine und Trümmer eines neunten, drei Trägersteine der nördl. Langseite, sechs Träger der südl. Langseite sowie der Schlusssteine am westl. Ende sind erhalten. Steine des Ganges sind nicht feststellbar. Von der Umfassung des Grabes sind die meisten Steine an der N-Seite vorhanden. - 1995: Gegenüber dem Erhaltungszustand, der in dem Steinplan von E. Sprockhoff im Jahre 1928 dokumentiert ist, haben sich folgende Veränderungen ergeben: An der N-Seite der Kammer sind weitere Träger im westl., mittl. und östl. Bereich zutage getreten. Am O-Ende sind beide Träger und auch der Abschlussstein zu sehen, am W-Ende ist der südl. Tragstein ebenfalls zutage getreten. Von der Umfassung fehlen drei Steine an der NW-Ecke, während an der NO-Ecke sechs Steine neu zu sehen sind. - Lt. Bericht von F. Tewes vom 27.12.1887 (s. OA) war das Grab bereits damals im weiter oben beschriebenen Zustand, wobei er sich nicht sicher war, ob es sich bei den benachbarten Großsteingräbern um ein oder zwei Gräber handelt. (Sprockhoff Nr. 913) | 32200139 | Weitere Bilder |
| 52° 19′ 0″ N, 8° 2′ 18″ O  | Haste 11, Großsteingrab    | 1927: „Rest eines kleinen Ganggrabes in Ost-West-Richtung. Von vier erhalten gebliebenen Trägern der Nordwand stehen zwei in situ, einer ist nach Norden verschleppt, der östliche nach außen gedrückt. Der Träger der östlichen Schmalseite findet sich in situ. Von den beiden auf der südlichen Langseite vorhandenen Tragsteinen steht einer in alter Stellung, desgleichen der westliche Gangträger. Die Rekonstruktion nimmt eine vierjochige kleine Steinkammer mit einem Gang in der Mitte der südlichen Langseite an, deren lichte Weite 5 m × 1,8 m betragen haben dürfte. Auch dieses Grab ist aus Sandstein des nahegelegenen Piesberges erbaut“. (Sprockhoff Nr. 910) | 32200541 | Weitere Bilder |
| 52° 19′ 1″ N, 8° 2′ 17″ O  | Haste 12, Großsteingrab    | 1927: „Große Steinkammer, aus Platten von Piesberger Sandstein errichtet. Die Richtung ist nahezu ostwestlich. In situ stehen der östliche Abschlußstein, vier Träger der Nordwand, drei oder vier Träger der südlichen Langwand. Der Träger der westlichen Schmalseite ist nach außen umgefallen. Von den vier Decksteinen liegt lediglich der westliche in situ auf, die anderen sind verstürzt. Um das Grab herum liegen sehr viele kleine Steine, wohl Reste der Zwickelausfüllung und einer ehemaligen Bedeckung, von der sonst nichts mehr zu bemerken ist. Der Grundriß der Kammer ist schwach trapezförmig, die Träger stehen in Abständen auseinander. Dem trapezförmigen Grundriß entsprechen die gen Osten mächtiger werdenden Decksteine, deren größter 3,7 m × 2,2 m bei 0,8 m Dicke mißt. Die lichte Weite der Kammer beträgt etwa 8,5 m × 3 m im Osten und 2,3 m im Westen“. (Sprockhoff Nr. 909) | 32200668 | Weitere Bilder |
| 52° 19′ 3″ N, 8° 2′ 50″ O  | Haste 16, Grabhügel        | Durchmesser ca. 12 m und Höhe ca. 0,4 m, rund. Abgeflachte Kuppe. Über den S-Rand verläuft ein Waldweg. Rand sanft auslaufend. | 32201004 | BW             |
| 52° 19′ 7″ N, 8° 2′ 51″ O  | Haste 17, Grabhügel        | Durchmesser ca. 7 m und Höhe ca. 0,5 m, rund, ebenmäßig gewölbt. Ohne Störung. Rand schwach abgesetzt. | 32201005 | BW             |
| 52° 19′ 5″ N, 8° 2′ 46″ O  | Haste 18, Grabhügel        | Durchmesser ca. 6 m und Höhe ca. 0,4 m, rund, ebenmäßig gewölbt, Rand allmählich auslaufend. | 32200619 | BW             |
| 52° 19′ 5″ N, 8° 2′ 47″ O  | Haste 19, Grabhügel        | | 32199289 | BW             |
| 52° 18′ 42″ N, 8° 2′ 26″ O | Haste 21, Grabhügel        | Durchmesser ca. 9 m und Höhe ca. 0,5 m. Steinhügel. Im SO-Bereich runde Eingrabung von 1,5 m. | 32199290 | BW             |
| 52° 18′ 42″ N, 8° 2′ 27″ O | Haste 22, Grabhügel        | Durchmesser ca. 6 m und Höhe ca. 0,4 m. Rund. Ebenmäßig gewölbt. Keine Störung. Rand schwach abgesetzt. | 32199423 | BW             |
| 52° 18′ 38″ N, 8° 4′ 12″ O | Haste 24, Grabhügel        | Durchmesser ca. 11 m und Höhe ca. 0,4 m. Rund. Kuppe abgeflacht, Rand abgesetzt. Einzelne Steine des Steinkranzes sichtbar. | 32200261 | BW             |
| 52° 18′ 35″ N, 8° 1′ 55″ O | Haste 87, Honeburg         | Ehemals Wasserburg mit einfacher Gräftenanlage. Über die ursprüngliche Gestalt der Burg existieren keine Aufschlüsse. Das Gut besteht heute aus einem Herrenhaus, zwei Wirtschaftsgebäuden, dem Torhaus und der Kapelle. Das zweigeschossige Herrenhaus mit Krüppelwalmdach steht auf älteren Fundamenten, seine Mitte wird durch Freitreppen und Übergiebelungen betont. Das Herrenhaus stand bis in das 19. Jh. in einem Hausteich. Archäologische Untersuchungen haben nicht stattgefunden. | 32200578 | Weitere Bilder |
| 52° 18′ 41″ N, 8° 3′ 58″ O | Haste 88, Wasserburg       | Wasserburg, ehemals kastellartig angelegt auf einer Fläche von ca. 100 × 100 m. Als Befestigung dienten ehemals vier Rundtürme, die durch hohe Wehrmauern verbunden waren. Die Anlage war im W, N und O zusätzlich von einer ca. 20 m breiten Graft umgeben, den Süden schützte nur eine hohe Mauer, die im 20. Jh. abgetragen wurde. Die N-Graft ist noch sehr gut erhalten und wasserführend, die übrigen sind verfüllt. Der heutige Gebäudekomplex stammt aus dem Jahre 1674 (Herrenhaus) bzw. 1853 (Kapelle). Der nordwestl. Turm ist noch bis ca. 5 m H. erhalten, an den nordöstl. Turm wurde die Kapelle angebaut, der Turm wurde als Kapellenturm umgebaut und mit großen Glasfenstern versehen. | 32200138 | BW             |

## Holzhausen
| Lage                       | Bezeichnung                  | Beschreibung | ID       | Bild           |
| -------------------------- | ---------------------------- | --- | -------- | -------------- |
| 52° 14′ 4″ N, 8° 0′ 58″ O  | Holzhausen 8, Gut Sutthausen | Ursprünglich stark befestigte Wasserburg, die von der Familie von Varendorf im 13. Jh. angelegt wurde. 1407 Teilung des Besitzes, die Kernburg mit der Kemnade und der Hälfte des Stalles fiel an den Ritter Johann von Varendorf, die andere Hälfte mit dem Steinwerk, mit dem Bergfried, dem Vorwerk und der Hälfte der Mühle ging an den jüngeren Bruder Amelung von Varendorf. Somit entstand eine Doppelburg innerhalb eines gemeinsamen Graftsystems. Die Gebäude der nördl. Burg (von Stael) wurden Ende des 19. Jhs. abgerissen und die nördl. Graft verfüllt. Gesamtausdehnung ca. 280 (N-S) × 200 m. Westl. der Düte lag ehemals die zugehörige Parkanlage mit umgebender Graft. Das teichartig verbreiterte Graftsystem der südl. Kernburg (von Korff) ist gut erhalten, während sowohl die Gebäude als auch der äußere Graftbereich der nördl. Burg (ehem. Vorburg; von Stael) eingeebnet sind. Zum heutigen Gebäudebestand zählen das 1830 erbaute Gartenhaus (von Stael) am N-Rand des Gutsbezirks, das von Korffsche Herrenhaus von 1696, die im 18./19. Jh. umgebaute, im Kern wohl noch mittelalterliche Mühle, der sog. Pferdestall aus dem frühen 17. Jh. nördl. des Herrenhauses sowie die neue Gutskapelle von 1893/94. Der Gutsbezirk ist weiträumig von Bruchsteinmauern und Gräften umgeben. | 32200878 | Weitere Bilder |
| 52° 13′ 37″ N, 8° 1′ 46″ O | Holzhausen 9, Schloß Wulften | Wasserburg, ehemals von Wällen und Gräben geschützt. Lt. Eindruck in Mtbl. Nr. 2011, Ausgabe 1897, mit einfacher Graftanlage umgeben, der im S eine kleinere Vorburg vorgelagert war. Die Gräften wurden im 20. Jh. verfüllt. Von der ursprünglichen Burganlage gibt es eine kursorische Beschreibung, die eine von einer wehrhaften Anlage, umgeben von Mauern und Wällen, spricht. Es dürfte sich um eine Vierflügelanlage gehandelt haben. Noch im 18. Jh. war das Schloss von drei Wassergräben umgeben. Um 1900 war nach einer Karte nur noch ein Graben und im Süden eine kleine Vorburg vorhanden. Das heutige Schloss ist wahrscheinlich von dem gleichen italienischen Architekten wie das Osnabrücker Schloss geschaffen worden. Die Mittelachse des dreistöckigen Gebäudes wird durch ein Eingangsportal betont. Vor dem Schloss sind symmetrisch zwei Wirtschaftsgebäude gesetzt. Die Gräften sind bis auf einen kleinen Rest auf der Gartenseite zugeschüttet. | 32200494 | BW             |

## Nahne
| Lage                       | Bezeichnung       | Beschreibung | ID       | Bild |
| -------------------------- | ----------------- | --- | -------- | ---- |
| 52° 14′ 32″ N, 8° 2′ 16″ O | Nahne 3, Landwehr | Vom Wulfter Turm im W nach O führend, die Frankfurter Heerstraße beim ehemaligen Nahner Turm kreuzend und östl. des Schölerbergs im Stadtteil Hettlich in der Gmkg. Osnabrück weiterführend. Teil der Osnabrücker Landwehr. L. in der Gmkg. ca. 3,7 km. Unterschiedlich erhalten. - Teilstück ID: 37018966 | 32200381 | BW   |

## Osnabrück
| Lage                       | Bezeichnung              | Beschreibung | ID       | Bild           |
| -------------------------- | ------------------------ | --- | -------- | -------------- |
| 52° 18′ 1″ N, 7° 59′ 16″ O | Osnabrück 1, Landwehr    | Die Osnabrücker Landwehr umschließt unter Ausnutzung der naturräumlichen Gegebenheiten in einem weiten Bogen die Stadt Osnabrück, wobei sich der Verlauf zum Teil an die Feldmarkgrenzen anlehnt, zum Teil aber auch durch die Fluren der außerhalb gelegenen Bauerschaften führt. Im N und SO wurden über längere Abschnitte die Flussläufe von Hase und Nette als natürliche Grenze miteinbezogen. - Teilstück ID: 37018181 - Teilstück ID: 37018934 - Teilstück ID: 37019025 - Teilstück ID: 37019034 - Teilstück ID: 37019045 - Teilstück ID: 37019054 - Teilstück ID: 37019067 - Teilstück ID: 37019095 | 32200577 | BW             |
| 52° 16′ 21″ N, 8° 2′ 42″ O | Osnabrück 47, Ledenhof   | Städtischer Adelshof, der im 14. Jh. aus einem mehrstöckigen Steinwerk mit quadratischem Grundriss von 9 × 9 m Seitenlänge bestand. Im frühen 16. Jh. erfolgte der Anbau des rechteckigen zweigeschossigen Palas von 15 × 10 m Grundfläche an die SO-Ecke des Steinwerks. Von einem jüngeren O-Flügel, der in der 2. Hälfte des 16. Jhs. an den Palas angebaut wurde, ist heute nur noch der siebeneckige Treppenturm erhalten. Der Ledenhof wurde zwischen 1964 und 1976 vollständig restauriert. Archäologische Untersuchungen am Ledenhof selbst haben bisher nicht stattgefunden, allerdings wurden anlässlich eines Tiefgaragenbaus direkt westl. des Ledenhofs im Frühjahr 1976 baubegleitende archäologische Notbergungen durchgeführt. Diese ergaben u. a. Fundamentmauern von verschiedenen Gebäuden, Hof- und Garteneinfassungen, zwei Tonnengewölbe aus Bruchsteinmauerwerk und vier Brunnen. Die Funde datieren in das 14.-19. Jh. Älteste Erwähnung des Namens Leden um 1350. Vermutlich stammt die Familie aus dem Ort Leden im Tecklenburger Land. Die Familie stellte im 15. und 16. Jh. mehrere Bürgermeister der Osnabrücker Altstadt und erwarb im 16. Jh. umfangreichen ländlichen Grundbesitz der ausgestorbenen Herren von Holte. Hierauf bauten sie die Neue Burg Holte bzw. Ledenburg bei Bissendorf (vgl. Gmkg. Nemden FStNr. 4). Der Ledenhof ist der letzte erhaltene städtische Adelshof im S-Bereich der Altstadt. | 32201039 | Weitere Bilder |
| 52° 17′ 28″ N, 8° 0′ 5″ O  | Osnabrück 713, Grabhügel | Durchmesser ca. 25 m und Höhe ca. 1,7 m, rund. Rand gut abgesetzt. Kuppenmulde, Eingrabungen. Über den Hügel ein Pfad. Am W-Rand Bruchholz abgelagert. | 32199302 | BW             |
| 52° 17′ 28″ N, 8° 0′ 3″ O  | Osnabrück 714, Grabhügel | Durchmesser ca. 20 m und Höhe ca. 1,3 m, rund. Rand gut abgesetzt. Kuppenmulde, Tierbaue (Kaninchen). Fahrspuren nach Rodungsarbeiten, Bruchholz. | 32199536 | BW             |
| 52° 17′ 29″ N, 8° 0′ 5″ O  | Osnabrück 715, Grabhügel | Durchmesser ca. 25 m und Höhe ca. 1,5 m, rund. Große Kuppenmulde. Rand gut abgesetzt. Tierbaue. Über den Hügel verläuft ein Pfad. Südl. Rand mit Fahrspuren nach Rodungsarbeiten, Bruchholz. | 32199413 | BW             |
| 52° 17′ 29″ N, 8° 0′ 3″ O  | Osnabrück 716, Grabhügel | Durchmesser ca. 16 m und Höhe ca. 0,4 m, rund. Von Waldkreuzung überzogen. Rand flach auslaufend. | 32199537 | BW             |

## Pye
| Lage                        | Bezeichnung              | Beschreibung | ID       | Bild |
| --------------------------- | ------------------------ | --- | -------- | ---- |
| 52° 19′ 4″ N, 7° 59′ 47″ O  | Pye 11, Grabhügel        | Durchmesser ca. 8 m und Höhe ca. 0,8 m, rund. Klein, ebenmäßig gewölbt, abgesetzter Rand, einzelne kopfgroße Steine mit Sonde fühlbar, ohne erkennbare Störung. | 32199246 | BW   |
| 52° 19′ 29″ N, 7° 59′ 56″ O | Pye 16, Grabhügel        | Durchmesser ca. 10 m und Höhe ca. 0,5 m, ehemals rund. Rand sanft auslaufend. Quer durch wurde in neuer Zeit Schneisenweg in N-S-Ausrichtung planiert. Dabei ist der gesamte Hügelinhalt, mitsamt der Steinsetzungen nach S in den Weg verteilt worden. In der Abbruchkante des Hügels (Wegränder) zahlreiche kopf- bis faustgroße Steine in situ. | 32200140 | BW   |
| 52° 19′ 25″ N, 8° 0′ 7″ O   | Pye 17, Grabhügel        | Durchmesser ca. 12 m und Höhe ca. 1 m, fast rund. Alte Eingrabungen, Felssteine sowie Trümmer davon freiliegend, O-Rand von Grenzgraben angeschnitten und auch tiefe Eingrabungen (Spielbereich für Kinder). Rand allmählich auslaufend. | 32200286 | BW   |
| 52° 18′ 45″ N, 7° 59′ 56″ O | Pye 20, Grabhügel        | Durchmesser ca. 20 m und Höhe ca. 2 m, rund. In der Mitte alte, weite Eingrabung, weitere neuere Eingrabung am NW-Rand, tief eingeschnittene Fußwege von der Abbruchkante am SW-Rand her. Rand gut abgesetzt, jedoch weitere Abtragung am SW-Rand.                                                                                                 | 32200287 | BW   |
| 52° 18′ 46″ N, 7° 59′ 57″ O | Pye 21, Grabhügel        | Durchmesser ca. 12 m und Höhe ca. 1,1 m, rund. Ebenmäßig gewölbt. Steine an der Oberfläche. Rand abgesetzt. | 32200174 | BW   |
| 52° 18′ 46″ N, 7° 59′ 58″ O | Pye 23, Grabhügel        | Durchmesser ca. 10 m und Höhe ca. 0,7 m, rund. In der Kuppe flache, alte Einsenkung. Rand allmählich auslaufend. | 32200421 | BW   |
| 52° 18′ 45″ N, 8° 0′ 1″ O   | Pye 24, Grabhügel        | Durchmesser ca. 10 m und Höhe ca. 0,3 m, rund. Mitte abgeflacht, Rand sanft auslaufend. | 32200422 | BW   |
| 52° 18′ 46″ N, 8° 0′ 2″ O   | Pye 25, Grabhügel        | Durchmesser ca. 13 m und Höhe ca. 0,4 m, Flach mit kleiner, neuerer Eingrabung in der Mitte. Rand allmählich auslaufend. | 32200532 | BW   |
| 52° 19′ 59″ N, 7° 59′ 51″ O | Pye 36, Grabhügel        | Durchmesser ca. 16 m und Höhe ca. 1,2 m, fast rund. Kuppe abgeflacht, Rand abgesetzt. Möglicherweise durch Sandanwehung nach SW oval auslaufend. Störungen durch Tierbaue. | 32200312 | BW   |
| 52° 19′ 8″ N, 7° 59′ 39″ O  | Pye 62, Verhüttungsplatz | Größe ca. 9 × 6,5 m und Höhe ca. 0,6 m, Eisenschlackenhügel. Oval. Zahlreiche Eisenschlacken sowie eine Ofensau freiliegend. | 32200558 | BW   |
| 52° 19′ 8″ N, 7° 59′ 39″ O  | Pye 63, Verhüttungsplatz | Größe ca. 11 × 8 m und Höhe ca. 0,5 m, Eisenschlackenhügel. Im S-Bereich kleine Eingrabung mit Müllablagerung. Zahlreiche Schlacken freiliegend. | 32200574 | BW   |
| 52° 19′ 5″ N, 7° 59′ 43″ O  | Pye 64, Verhüttungsplatz | Größe ca. 11 × 7 m und Höhe ca. 0,6 m, Eisenschlackenhügel. Wenige Eisenschlacken. | 32200575 | BW   |
| 52° 18′ 48″ N, 8° 0′ 6″ O   | Pye 76, Grabhügel        | Durchmesser ca. 7 m und Höhe ca. 0,3 m, rund. Rand im O gut abgesetzt, sonst auslaufend. Kuppe abgeflacht. | 32200133 | BW   |

## Schinkel
| Lage                       | Bezeichnung                      | Beschreibung | ID       | Bild           |
| -------------------------- | -------------------------------- | --- | -------- | -------------- |
| 52° 15′ 54″ N, 8° 6′ 28″ O | Schinkel 13, Großsteingrab       | 1927: „Ansehnliche Steinkammer in den Resten einer ovalen Einfassung. Die Richtung ist Ost-West. Es sind nahezu alle Tragsteine der sechsjochigen Kammer, einschließlich der beiden Schmalseitenträger, in situ vorhanden, und es fehlt lediglich ein Tragstein der südlichen Langwand, und zwar der zweite von Osten gezählt. Der östliche Deckstein liegt in situ auf, vier weitere Decksteine liegen in der Kammer, es fehlt einer. Der Eingang hat wahrscheinlich in der Mitte der Südseite gelegen. Die lichte Weite der Kammer beträgt 12 m × 2 m. Von der Einfassung sind 14 Steine vorhanden, meist nach außen gefallen“. | 32199786 | Weitere Bilder |
| 52° 17′ 38″ N, 8° 4′ 46″ O | Schinkel 54, Herrenhaus Gartlage | Wasserburg bzw. befestigter Gutshof, ehemals von einfacher, rechteckiger Graftanlage umgeben, die im 19. Jh. verfüllt wurde. Vom Gebäudebestand ist heute noch das zweigeschossige Herrenhaus aus dem 16. Jh. erhalten, in dessen EG einige Schießscharten. 1982 vollständig als Wohnhaus restauriert. Das im Jahre 1930 (v. Bruch, s. Lit.) noch erhaltene Nebengebäude ist vollständig abgebrochen. Die ehemalige Graftanlage ist im N und O noch als sumpfige flache Senke erkennbar, sonst völlig verfüllt. Der ehemalige Stauteich im O der Burg ist als sumpfige Senke mit Schwarzerlenbestand zu erkennen.                 | 32201014 |                |

## Voxtrup
| Lage                      | Bezeichnung              | Beschreibung | ID       | Bild |
| ------------------------- | ------------------------ | --- | -------- | ---- |
| 52° 15′ 7″ N, 8° 6′ 22″ O | Voxtrup 7, Grabhügel     | Durchmesser ca. 10 m und Höhe ca. 0,6 m. Ebenmäßig gewölbt. Keine Störung. Zahlreiche Bruch- und Rollsteine sichtbar. Rand allmählich auslaufend. Steinhügel aus faust- bis kopfgroßen Lesesteinen. | 32200538 | BW   |
| 52° 15′ 6″ N, 8° 6′ 25″ O | Voxtrup 8, Grabhügel     | Durchmesser ca. 9 m und Höhe ca. 0,6 m. Drei Findlinge sichtbar. Flache Einsenkungen. Rand allmählich auslaufend. Steinhügel aus faust- bis kopfgroßen Lesesteinen. Fast rund H. 0,4 m. Über Nordrand ein Waldpfad in ca. O-W-Richtung. | 32200539 | BW   |
| 52° 15′ 1″ N, 8° 7′ 14″ O | Voxtrup 19, Grabhügel    | Durchmesser ca. 10 m und Höhe ca. 0,6 m. Steinhügel. Rund. Ebenmäßig gewölbt. Rand flach auslaufend. | 32199237 | BW   |
| 52° 15′ 6″ N, 8° 6′ 41″ O | Voxtrup 26, Gut Sandfort | Wasserburg mit Haupt- und Vorburg mit einfacher Graftanlage auf einer Fläche von max. 140 (NW-SO) × 90 m. Die Graft ist im O und SO in Form eines Teiches erhalten. Der übrige Bereich wurde um 1860 verfüllt. Der heutige Gebäudebestand besteht aus dem im Jahre 1760/65 neu errichteten Herrenhaus, dem Torhaus und Torturm von 1662 sowie mehreren Wirtschaftsgebäuden des 18. Jhs. Wasserburg spätmittelalterlich, 14./15. Jh. Aus einem Bauernerbe zu Molenseten geschaffen. | 32199412 | BW   |

### Voxtrup 1
- ID: 32200661
- Grabhügelfeld. Datiert nach westfälischer Terminologie in den Zeitraum von der jüngeren Bronzezeit (ab ca. 1200 v. Chr.) bis an das Ende der frühen vorrömischen Eisenzeit (bis ca. 570 v. Chr.), im Einzelfall noch bis in die mittlere Eisenzeit hinein (zwischen 570 und 330 v. Chr.).

| Lage                       | Bezeichnung | Beschreibung | ID       | Bild |
| -------------------------- | ----------- | --- | -------- | ---- |
| 52° 15′ 28″ N, 8° 6′ 43″ O | Voxtrup 44  | Durchmesser ca. 18 m und Höhe ca. 1,8 m. Unregelmäßig geformt. Rand abgesetzt. Östl. Hügelfuß durch geteerten Radweg zerstört. Fußpfad.                                            | 32200409 | BW   |
| 52° 15′ 28″ N, 8° 6′ 43″ O | Voxtrup 45  | Durchmesser ca. 12 m und Höhe ca. 1,1 m. Unregelmäßig geformt mit alten Einsenkungen. Rand verwaschen durch alte Angrabung, jedoch abgesetzt. Im O Abgrabung für geteerten Radweg. | 32199557 | BW   |
| 52° 15′ 27″ N, 8° 6′ 43″ O | Voxtrup 46  | Durchmesser ca. 7 m und Höhe ca. 0,5 m. SO-Teil durch alten Weg angeschnitten und zerstört. Rand abgesetzt.                                                                        | 32199684 | BW   |
| 52° 15′ 27″ N, 8° 6′ 42″ O | Voxtrup 48  | | 32200031 | BW   |
| 52° 15′ 28″ N, 8° 6′ 41″ O | Voxtrup 49  | Durchmesser ca. 7 m und Höhe ca. 0,6 m. In der Kuppe flache Eingrabung, Rand abgesetzt. Sehr gut erhalten.                                                                         | 32200156 | BW   |
| 52° 15′ 29″ N, 8° 6′ 40″ O | Voxtrup 50  | Durchmesser ca. 7 m und Höhe ca. 0,6 m. In der Kuppe alte Eingrabung, N-Hälfte von Straße angeschnitten und zerstört. Rand abgesetzt.                                              | 32200049 | BW   |
| 52° 15′ 28″ N, 8° 6′ 40″ O | Voxtrup 51  | Durchmesser ca. 7 m und Höhe ca. 0,8 m. In der Kuppe schwache Einsenkungen, Rand abgesetzt.                                                                                        | 32200163 | BW   |
| 52° 15′ 28″ N, 8° 6′ 40″ O | Voxtrup 52  | Durchmesser ca. 10 m und Höhe ca. 1,5 m. In der Kuppe alte, weite Eingrabung, weitere alte Eingrabungen im stark abgesetzten Rand.                                                 | 32200283 | BW   |
| 52° 15′ 28″ N, 8° 6′ 40″ O | Voxtrup 54  | Durchmesser ca. 5,5 m und Höhe ca. 0,4 m. In der Mitte alte Eingrabung, Rand flach auslaufend.                                                                                     | 32200415 | BW   |
| 52° 15′ 27″ N, 8° 6′ 41″ O | Voxtrup 56  | Durchmesser ca. 8 m und Höhe ca. 0,5 m. In der Kuppe alte tiefe Eingrabung, Rand abgesetzt.                                                                                        | 32200419 | BW   |
| 52° 15′ 27″ N, 8° 6′ 40″ O | Voxtrup 58  | Durchmesser ca. 9 m und Höhe ca. 0,6 m. In der Kuppe alte Eingrabung, Rand abgesetzt.                                                                                              | 32200531 | BW   |
| 52° 15′ 27″ N, 8° 6′ 41″ O | Voxtrup 59  | Durchmesser ca. 5 m und Höhe ca. 0,4 m. In der Mitte alte Eingrabung, Rand flach auslaufend. Stark gestört.                                                                        | 32200667 | BW   |
| 52° 15′ 28″ N, 8° 6′ 41″ O | Voxtrup 106 | Größe ca. 12 × 3,5 m. Wallartiger flacher Erdaufwurf in WSW-ONO-Ausrichtung. Rand schwach abgesetzt. Langbett, sehr gut erhalten.                                                  | 32199667 | BW   |
| 52° 15′ 28″ N, 8° 6′ 40″ O | Voxtrup 107 | Größe ca. 28 × 5 m und Höhe ca. 0,5 m. Wallartiger flacher Erdaufwurf in W-O-Ausrichtung. Rand schwach abgesetzt. Langbett, im W-Bereich gut erhalten, im O verwaschen.            | 32199668 | BW   |
| 52° 15′ 27″ N, 8° 6′ 43″ O | Voxtrup 111 | Durchmesser ca. 8 m und Höhe ca. 0,5 m. Unregelmäßig. | 32199796 | BW   |

### Voxtrup 130
- ID: 32200082
- Grabhügelfeld mit 9 Hügeln. Dm. 5 – 11 m; H. 0,2 – 0,5 m. Tw. Störungen durch Einkuhlungen und Tierbaue.

| Lage                       | Bezeichnung | Beschreibung                                                                        | ID       | Bild |
| -------------------------- | ----------- | ----------------------------------------------------------------------------------- | -------- | ---- |
| 52° 15′ 29″ N, 8° 6′ 27″ O | Voxtrup 130 | Durchmesser ca. 11 m und Höhe ca. 0,5 m. Annähernd rund. Einkuhlungen.              | 32199799 | BW   |
| 52° 15′ 28″ N, 8° 6′ 28″ O | Voxtrup 131 | Durchmesser ca. 9 m und Höhe ca. 0,5 m. Rund. Kuppenmulde, zum SSW-Hügelrand offen. | 32199665 | BW   |
| 52° 15′ 28″ N, 8° 6′ 27″ O | Voxtrup 132 | Durchmesser ca. 10 m und Höhe ca. 0,4 m. Rund. Kuppenmulde.                         | 32199787 | BW   |
| 52° 15′ 29″ N, 8° 6′ 28″ O | Voxtrup 133 | Durchmesser ca. 7 m und Höhe ca. 0,4 m. Rund, kleine Tierbaue.                      | 32199664 | BW   |
| 52° 15′ 28″ N, 8° 6′ 26″ O | Voxtrup 134 | Durchmesser ca. 10 m und Höhe ca. 0,5 m. Rund. Flache Kuppenmulde. Tierbaue.        | 32199800 | BW   |
| 52° 15′ 28″ N, 8° 6′ 26″ O | Voxtrup 135 | Durchmesser ca. 7 m und Höhe ca. 0,5 m. Rund. Flache Kuppenmulde.                   | 32199801 | BW   |
| 52° 15′ 27″ N, 8° 6′ 26″ O | Voxtrup 136 | Durchmesser ca. 5,5 m und Höhe ca. 0,2 m. Rund.                                     | 32199903 | BW   |
| 52° 15′ 29″ N, 8° 6′ 26″ O | Voxtrup 137 | Durchmesser ca. 5 m und Höhe ca. 0,3 m. Rund.                                       | 32199904 | BW   |
| 52° 15′ 29″ N, 8° 6′ 27″ O | Voxtrup 138 | Durchmesser ca. 6 m und Höhe ca. 0,3 m. Annähernd rund                              | 32199922 | BW   |